# Camponotus ominosus
Camponotus ominosus är en myrart som beskrevs av Auguste-Henri Forel 1911. Camponotus ominosus ingår i släktet hästmyror, och familjen myror. Inga underarter finns listade.